# Benxi
Benxi (chinois : 本溪市 ; pinyin : Běnxī shì) est une ville-préfecture de la province du Liaoning en Chine. Sa population était d'environ 832 000 habitants en 2001.

## Histoire
Pendant les dynasties Xia et Shang, Benxi faisait partie de Gingzhou et Yingzhou, pendant la dynastie Tang, Benxi était gouverné par la préfecture de Liaocheng, province d'Andong.[à recycler]
Le 26 avril 1942, une explosion dans la mine de charbon de Liutang (柳塘, Honkeiko en japonais) appartenant à la mine de Benxihu fit 1 549 morts, la plus grande perte humaine recensée dans un accident minier. Après l'explosion, le directeur japonais de la mine aurait fait arrêter l'aération, parant au danger d'incendie mais condamnant à mort tous ceux qui se trouvaient sous terre.

## Subdivisions administratives
La ville-préfecture de Benxi exerce sa juridiction sur six subdivisions - quatre districts et deux xian autonomes :
- Le district de Pingshan[Lequel ?] - 平山区 Píngshān Qū ;
- Le district de Xihu - 溪湖区 Xīhú Qū ;
- Le district de Mingshan - 明山区 Míngshān Qū ;
- Le district de Nanfen - 南芬区 Nánfēn Qū ;
- Le xian autonome mandchou de Benxi - 本溪满族自治县 Běnxī mǎnzú Zìzhìxiàn ;
- Le xian autonome mandchou de Huanren - 桓仁满族自治县 Huánrén mǎnzú Zìzhìxiàn.

## Galerie photo

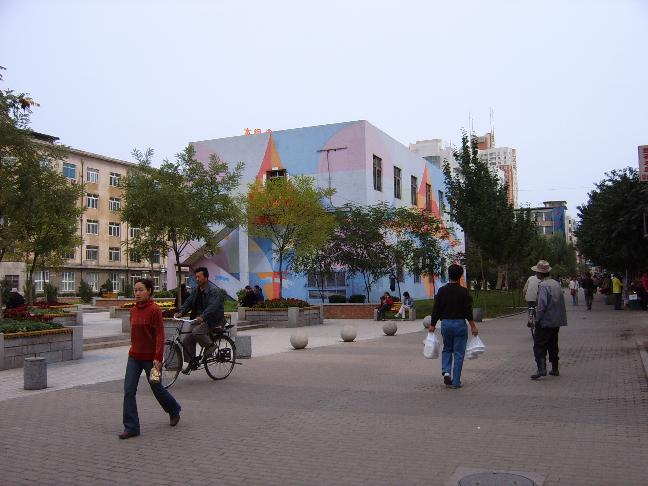
Rue piétonne.
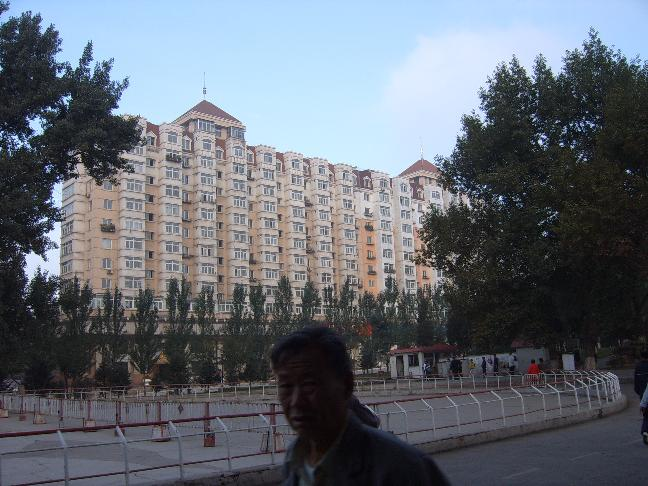
Immeubles.
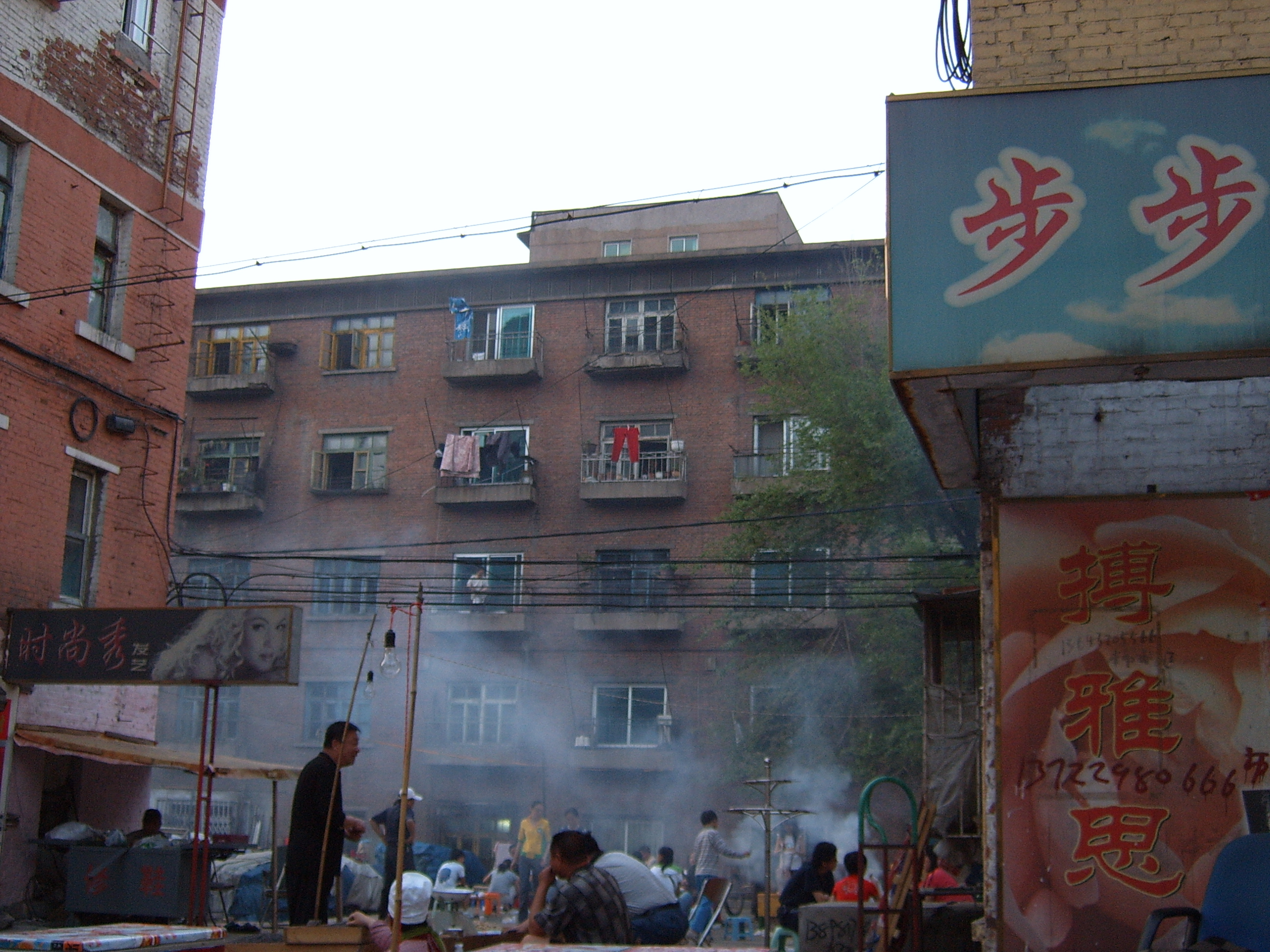
Appartements.